# 潑墨仙人
《潑墨仙人》為南宋畫家梁楷（活動於13世紀上半葉）所繪人物畫，是其「減筆畫」與「潑墨人物」風格的代表作品之一，現為《名畫琳瑯冊》之第二幅。此作以潑墨筆法表現一位醉態仙人，畫風簡勁灑脫，富含禪意，為中國古代人物畫發展史上的重要作品，亦深刻影響日本禪畫。

## 作者簡介
梁楷，字不詳，自號「梁風子」，山東東平人，活躍於南宋嘉泰年間（1201–1204），寓居錢塘（今浙江杭州）。曾任畫院待詔，獲賜金帶而不受，傳說將金帶掛於畫院而去，性情恬淡灑脫，嗜酒自樂。其畫風奔放簡勁，自創「減筆畫」風格，對後世特別是日本禪宗畫家影響深遠。

## 畫作內容
《潑墨仙人》描繪一位坦胸露腹、醉態可掬的仙人，步履蹣跚，面帶微笑。畫中人物的頭部與五官以細筆鈎描，衣裙與動勢則以縱筆水墨揮灑而成，筆法豪放瀟灑，充分展現醉仙神態。
畫面筆墨淋漓，筆簡形具。根據清代乾隆帝題詩內容，畫作可能以仙人宴後酩酊之態為主題而得名。人物形象亦與禪宗散聖或「醉僧」、「寒山拾得」等禪意人物類型相似，暗含佛道雙修之精神寓意。

## 藝術特色
此作為梁楷「減筆畫」風格代表之作，具備以下特徵：
頭部：細筆描繪，神情生動。
衣裙與動勢：水墨潑灑，筆勢瀟灑不拘。
減筆逸格：省略細節，以簡馭繁，形神兼備。
禪意表現：以形傳神，暗寓佛道意境。
《潑墨仙人》之技法脫胎於賈師古傳統人物描繪，並加以突破，形成潑墨與細描融合的新風格。元代畫論家夏文彥評其畫風「青過於藍」，可見梁楷技藝之高超，且後世多有摹本流傳。

## 影響與評價
梁楷的潑墨人物畫受到日本禪宗僧俗極大喜愛，影響包括日本室町時代的禪畫與水墨人物畫風。其減筆表現手法不僅為人物畫開創新局，也在藝術史上奠定極高地位。
《潑墨仙人》雖有摹本之說，但其筆法與神韻展現出的時代特色與畫家巧思，無疑為研究中國人物畫轉型與宋代寫意人物風格的珍貴實例。